# Nimeni nu aleargă mereu
Nimeni nu aleargă mereu (titlul original: în engleză Nobody Runs Forever) este un film dramatic de acțiune britanic, realizat în 1968 de regizorul Ralph Thomas, după romanul The High Commissioner (1966) al scriitorului Jon Cleary, protagoniști fiind actorii Rod Taylor, Christopher Plummer, Lilli Palmer, Camilla Sparv și Daliah Lavi. 

## Rezumat
Sergentul „Scobie” Malone de la Poliția din New South Wales este convocat la Sydney de către asprul prim-ministrul al Noii Gali de Sud, domnul Flannery, care îi cere lui Malone să călătorească la Londra și să-l aducă sub arest pe diplomatul australian în Marea Britanie, Sir James Quentin, înalt comisar în Marea Britanie. Sir James, un rival politic al premierului, a devenit singurul suspect în cazul de crimă asupra soției sale, petrecută cu 25 de ani în urmă.
La sosirea sa la Înaltul Comisar Australian la Londra, Malone se întâlnește cu doamna Quentin și soțul ei, precum și cu secretarul lui Sir James. Sir James nu se opune arestării, dar cere câteva zile de amânare, pentru a încheia negocieri delicate de pace. În timp ce Malone așteaptă pe oaspetele Înaltei Comisii, descoperă un complot pentru asasinarea lui Sir James, inițiat de Maria Cholon, șefa unui periculos grup de spioni.

## Distribuție
- Rod Taylor – „Scobie” Malone
- Christopher Plummer – Sir James Quentin
- Lilli Palmer – doamna Sheila Quentin
- Camilla Sparv – Lisa Pretorius
- Daliah Lavi – Maria Cholon
- Clive Revill – Joseph
- Lee Montague – Denzil
- Calvin Lockhart – „Jamaica”
- Derren Nesbitt – Pallain
- Edric Connor – Julius
- Paul Grist – Coburn
- Burt Kwouk – Pham Chinh
- Russell Napier – Leeds
- Ken Wayne – Ferguson
- Charles „Bud” Tingwell – Jacko (ca Charles Tingwell)
- Franchot Tone – ambassadorul Townsend
- Leo McKern –	Flannery (nemenționat)
- Peter Reynolds – directorul cazinoului (nemenționat)
- Tony Selby –	un cameraman (nemenționat)